# Красичков, Михаил Викторович
Михаи́л Ви́кторович Кра́сичков (22 февраля 1933, Аткарск — 18 июня 2009, Обнинск) — советский подводник, капитан 2-го ранга. Командир реакторного отсека атомной подводной лодки К-19, один из ключевых участников предотвращения теплового взрыва правого ядерного реактора лодки после аварии 4 июля 1961 года. Был последним оставшимся в живых свидетелем аварии.

## Биография
Михаил Красичков родился 22 февраля 1933 года в городе Аткарске (ныне — Саратовской области). В 1951 году окончил среднюю школу № 8 г. Аткарска. В этом же году поступил учиться в ВВМИОЛУ имени Ф. Э. Дзержинского, которое окончил в 1957 году и получил назначение на Северный флот.
В звании капитан-лейтенанта командовал реакторным отсеком атомной подводной лодки К-19. 4 июля 1961 года при возвращении на базу после участия в учениях «Полярный круг» в 70 милях от острова Ян-Майен после аварии правого реактора лодки возглавил аварийные работы моряков реакторного отсека.
Получил смертельную дозу облучения, но был спасён благодаря пересадке костного мозга и последующему полному переливанию крови. В целях секретности официальный диагноз был не «лучевая болезнь», а «астено-вегетативный синдром», в связи с чем, в числе других выживших после лечения подводников, имел впоследствии сложности при приёме на работу.
C 1962 года переведен в город Обнинск Калужской области где служил в учебном центре ВМФ в  должности преподавателя офицерских курсов – начальника тренажера. В 1971 году  капитан 2 ранга Красичков перевелся в СВВМИУ, где принимал активное участие в конструировании и изготовлении тренажера для обучения будущих офицеров подводников. 

### Семья
- Жена — Надежда Сергеевна Красичкова.
- Сыновья:
  - Эдуард Михайлович Красичков.
  - Вадим Михайлович Красичков.

## Награды
- Орден Красной Звезды
- Дважды кавалер ордена Мужества

## Почётные звания
- Почётный гражданин Саратовской области (2003)[2]

## Память
- В Обнинске на фасаде дома № 33 по улице Победы, где с 1962 по 1971 год жил Михаил Красичков, установлена мемориальная доска.